# Nouelia insignis
Espèce
Statut de conservation UICN

 NT (needs upating) : Quasi menacé
Nouelia insignis est une espèce de plantes à fleurs de la famille des Astéracées endémique de Chine.